# Idiommata
Idiommata is een geslacht van spinnen uit de familie Barychelidae.

## Soorten
Het geslacht kent de volgende soorten:
- Idiommata blackwalli (O. P.-Cambridge, 1870)
- Idiommata fusca L. Koch, 1874
- Idiommata iridescens (Rainbow & Pulleine, 1918)
- Idiommata scintillans (Rainbow & Pulleine, 1918)